# Uhlenhorst Mülheim
Koordinaten: 51° 24′ 30,6″ N, 6° 50′ 23,5″ O
Der Hockey- und Tennisclub Uhlenhorst Mülheim (HTC Uhlenhorst oder auch HTCU) aus Mülheim an der Ruhr wurde am 20. August 1920 gegründet. Zwei Hockey-Kunstrasenplätze, eine Hockeyhalle, zwölf Tennisplätze und eine Tennishalle stehen den Mitgliedern zur Verfügung. Bekannt geworden ist der Verein durch seine Hockeyabteilung. Die Herren sind deutscher Rekordmeister.

## Hockey

### Herren
| Europapokalbilanz Herren Feld | Europapokalbilanz Herren Feld | Europapokalbilanz Herren Feld | Europapokalbilanz Herren Feld | Europapokalbilanz Herren Feld |
| Jahr                          | Wettbewerb                    | Niveau                        | Platz                         | Ort                           |
| ----------------------------- | ----------------------------- | ----------------------------- | ----------------------------- | ----------------------------- |
| 1986                          | Club Champions Cup            | 1                             | 2                             | Utrecht                       |
| 1987                          | Club Champions Cup            | 1                             | 3                             | Terrassa                      |
| 1988                          | Club Champions Cup            | 1                             | 1                             | Bloemendaal                   |
| 1989                          | Club Champions Cup            | 1                             | 1                             | Mülheim                       |
| 1990                          | Club Champions Cup            | 1                             | 1                             | Frankfurt                     |
| 1991                          | Club Champions Cup            | 1                             | 1                             | Wassenaar                     |
| 1992                          | Club Champions Cup            | 1                             | 1                             | Amsterdam                     |
| 1993                          | Club Champions Cup            | 1                             | 1                             | Brüssel                       |
| 1994                          | Club Champions Cup            | 1                             | 1                             | Bloemendaal                   |
| 1995                          | Club Champions Cup            | 1                             | 1                             | Terrassa                      |
| 1996                          | Club Champions Cup            | 1                             | 1                             | Mülheim                       |
| 1998                          | Club Champions Cup            | 1                             | 3                             | Terrassa                      |
| 2012                          | Euro Hockey League            | 1                             | AF                            | Rotterdam                     |
| 2013                          | Euro Hockey League            | 1                             | VF                            | Amsterdam                     |
| 2014                          | Euro Hockey League            | 1                             | AF                            | Eindhoven                     |
| 2018                          | Euro Hockey League            | 1                             | VF                            | Rotterdam                     |
| 2019                          | Euro Hockey League            | 1                             | VF                            | Eindhoven                     |
| 2021                          | Euro Hockey League            | 1                             | 4                             | Amsterdam                     |
| 2022                          | Euro Hockey League            | 1                             | AF                            | Amstelveen                    |

Mit 18 deutschen Feld-Meistertiteln ist Uhlenhorst mit weitem Abstand vor Rot-Weiss Köln mit acht Meisterschaften Rekordtitelträger in Deutschland. Nach dem dritten Meistertitel im Jahr 1955 erhielt die Mannschaft am 23. Oktober vom damaligen Bundespräsidenten Theodor Heuss die höchste sportliche Auszeichnung in Deutschland, das Silberne Lorbeerblatt.
Dem Club gelang es, zwischen 1988 und 1996 neun Mal in Folge den Europapokal der Landesmeister ins Ruhrgebiet zu bringen. Nach zweimaligem Abstieg aus der Feldbundesliga 2001 und 2005 ist der Verein seit der Saison 2006/2007 wieder durchgehend erstklassig und nahm mehrfach an der Endrunde um die Deutsche Meisterschaft teil. 2018 konnte dann nach 21 Jahren wieder der Meistertitel errungen werden, der 2019 verteidigt wurde.
Zwar verbuchte der HTC Uhlenhorst 1987, 2014 und 2016 erst drei Meistertitel im Hallenhockey, ist aber als einziger Club seit Einführung der Hallenbundesliga 1973 immer erstklassig geblieben. Als Hallenmeister nahmen die Mülheimer 2015 (in Mülheim) und 2017 (in Wien) auch am Hallen-Europapokal teil und gewannen jeweils den Titel.
- EuroHockey Club Champions Cup: 1988, 1989, 1990, 1991, 1992, 1993, 1994, 1995, 1996

- Deutscher Feldhockeymeister: 1950, 1954, 1955, 1957, 1958, 1960, 1964, 1985, 1986, 1987, 1988, 1990, 1991, 1994, 1995, 1997, 2018, 2019

- EuroHockey Club Champions Cup Halle: 2015, 2017

- Deutscher Hallenhockeymeister: 1987, 2014, 2016

### Damen
Die Damen spielen seit 2011 in der Hallen-Bundesliga und sind seit 2016 auch auf dem Feld wieder erstklassig. In der Halle erreichte der HTCU 2015 das Finale um die Deutsche Meisterschaft, unterlag aber dem Düsseldorfer HC mit 1:4. Im Winter 2018 erreichten die Mülheimerinnen das Playoff-Halbfinale, scheiterten aber am späteren Meister, dem Club an der Alster aus Hamburg.

### Jugend
Die Jugendabteilung ist – gemessen an ihren Ergebnissen – die erfolgreichste in ganz Deutschland. Bis heute gewannen die Mülheimer Nachwuchsmannschaften 85 deutsche Meistertitel und sind in allen drei männlichen Altersklassen sowohl in der Halle als auch auf dem Feld Rekordmeister. 2011 und 2014 gelang dem HTC sogar der Hattrick, indem sowohl die männliche A-Jugend als auch die B-Jugend und die A-Knaben den Meisterwimpel in den Uhlenhorst holten.
Die weibliche Jugend wurde 1990 daheim in Mülheim Deutscher Meister, die Mädchen A triumphierten im selben Jahr in Frankfurt. Danach erlebte der weibliche Nachwuchs aber eine lange Durststrecke. Erst 2006 wurden die Mädchen A erstmals wieder Deutscher Meister. Bis zum vierten Titel im weiblichen Nachwuchsbereich dauerte es dann erneut zehn Jahre, ehe sich die weibliche A-Jugend 2016 in Duisburg zum Meister krönen konnte. Im Februar 2017 gelang es der weiblichen Jugend B, auch in dieser Altersklasse den ersten Deutschen Hallenhockeymeistertitel zu holen. Im Oktober 2018 gelang es den Mädchen A den fünften Deutschen Feldhockeymeistertitel für den HTC Uhlenhorst im weiblichen Nachwuchsbereich zu gewinnen, den sie ein Jahr später auf heimischer Anlage erfolgreich verteidigten.
Seit 2019 ist die zuvor so erfolgsverwöhnte Mülheimer Jugend auf nationaler Ebene titellos.

### Bekannte Spieler
- Hans-Gerd Bachmann bestritt 108 A-Länderspiele, nahm an den Weltmeisterschaften 1975, 1978 und 1982 teil und wurde 1978 Europameister. Er wurde mit Uhlenhorst Mülheim 1985 und 1986 deutscher Feldhockeymeister. 2001–2005 war er Vizepräsident Sport beim Deutschen Hockeybund.
- Andreas Becker, bestritt 123 Länderspiele, Olympiasieger 1992, Olympiavierter 1996, Welt- und Europameister bei den Junioren, Europameister 1991 und 1995.
- Patrick Bellenbaum, absolvierte 133 Länderspiele, Olympiavierter 1996, Europameister 1995, WM-Dritter 1998, dreimal Deutscher Meister mit dem HTCU.
- Christian Blasch, Bundesligaschiedsrichter des Deutschen Hockeybundes, pfeift 1. Bundesliga Herren und internationale Begegnungen, leitete das Olympiafinale 2016 zwischen Argentinien und Belgien, das die Argentinier gewannen.
- Fabian Blasch, Bruder von Christian, pfeift ebenfalls 1. Bundesliga der Herren.
- Dirk Brinkmann, bestritt 115 Länderspiele und gewann die Silbermedaillen bei den Olympischen Spielen 1984 und 1988, Bronzemedaillengewinner bei der WM 1986 und der EM 1987, Hallen-Europameister 1988. Zuvor Junioren-Weltmeister 1982.
- Thomas Brinkmann, absolvierte 99 Länderspiele, gewann Olympiasilber 1988 und wurde zweimal Hallen-Europameister.
- Carsten Fischer bestritt 259 A-Länderspiele und schoss dabei 154 Tore für Deutschland. Damit war er lange Zeit Rekordhalter. Er gewann mit der deutschen Nationalmannschaft bei den Olympischen Spielen 1992 in Barcelona die Goldmedaille sowie 1984 in Los Angeles und 1988 in Seoul jeweils die Silbermedaille und wurde 1991 Europameister. Mit Uhlenhorst Mülheim wurde er achtmal hintereinander (1988–1995) EuroHockey Club Champions Cup Gewinner, deutscher Feldhockeymeister 1985, 1986, 1987, 1988, 1990, 1991, 1994 und 1995 und deutscher Hallenhockeymeister 1987
- Friedrich Josten bestritt 36 A-Länderspiele, nahm an den Olympischen Spielen 1968 in Mexiko-Stadt teil und wurde 1970 Europameister. Er wurde mit Uhlenhorst Mülheim 1964 deutscher Feldhockeymeister.
- Sven Meinhardt, Olympiasieger 1992 und Olympiavierter 1996.
- Helmut Nonn bestritt 50 A-Länderspiele, gewann mit der deutschen Nationalmannschaft bei den Olympischen Spielen 1956 in Melbourne die Bronzemedaille und nahm an den Olympischen Spielen 1960 in Rom teil. Mit Uhlenhorst Mülheim wurde er 1954, 1955, 1957, 1958, 1960 und 1964 deutscher Feldhockeymeister, 1981 bis 1988 war er Vorsitzender und seit 1989 ist er Ehrenvorsitzender des HTC Uhlenhorst.
- Wolfgang Nonn bestritt 21 A-Länderspiele, gewann mit der deutschen Nationalmannschaft bei den Olympischen Spielen 1956 in Melbourne die Bronzemedaille. Mit Uhlenhorst Mülheim wurde er 1954, 1955, 1957 und 1958 deutscher Feldhockeymeister.
- Karl-Heinz („Zam“) Schmidt bestritt 16 A-Länderspiele, war Olympiateilnehmer 1952 in Helsinki und gewann mit der deutschen Nationalmannschaft bei den Olympischen Spielen 1956 in Melbourne die Bronzemedaille. Mit Uhlenhorst Mülheim wurde er 1950, 1954, 1955, 1957, 1958 und 1960 deutscher Feldhockeymeister.
- Ulrich Sloma bestritt 23 A-Länderspiele und nahm an den Olympischen Spielen 1968 in Mexiko-Stadt teil. Er wurde mit Uhlenhorst Mülheim deutscher Feldhockeymeister 1960 und 1964.
- Jan Philipp Rabente wurde mit der deutschen Nationalmannschaft bei den Olympischen Spielen 2012 in London Olympiasieger und schoss beim 2:1-Endspielsieg gegen die Niederlande die beiden deutschen Tore.
- Thilo Stralkowski, Nationalspieler, Europameister 2011, Olympiasieger 2012. Kapitän der Meistermannschaft 2018. Heute Trainer der ersten Mannschaft.
- Jan Christopher Rühr, wurde 2014 zum besten Nachwuchsspieler der Welt gewählt, später (nicht mehr als Uhlenhorster) Bronzemedaillengewinner bei den Olympischen Spielen 2016, Weltmeister 2023 in Indien.
- Timm Herzbruch, Bronzemedaillengewinner bei den Olympischen Spielen 2016.
- Lukas Windfeder, Weltmeister 2023 in Indien, Silbermedaillengewinner bei Olympia 2024 in Paris, U21-Weltmeister 2013.
- Moritz Ludwig, Weltmeister 2023 in Indien, Silbermedaillengewinner bei Olympia 2024 in Paris, U21-Vizeweltmeister 2021.
- Malte Hellwig, Silbermedaillengewinner bei Olympia 2024 in Paris

## Tennis
Die Tennisabteilung wurde 1924 gegründet, zunächst als Ausgleich im Sommer für die Hockeyabteilung. Dabei wurde zu Beginn nur ein Platz im Kurpark des Solbad Raffelberg angemietet, bevor der Verein im Jahr 1927 eine eigene Anlage mit drei Außenplätzen und ein Umkleidehaus in Betrieb nehmen konnte. Im Jahr 1932 wurde ein Rasenplatz angelegt, eine weitere Expansion des Vereins und seiner Anlage wurde durch den Zweiten Weltkrieg unterbrochen. Im Jahr 1947 wurde der Spielbetrieb nach dem Krieg wieder aufgenommen und die Anlage 1961 wieder erweitert. Heute spielt der Verein auf einer Anlage mit zehn Außenplätzen und 6 Hallenplätzen.